# Ludwig Anzengruber
Ludwig Anzengruber (né le 29 novembre 1839 à Alservorstadt devenu un quartier de Vienne, mort le 10 décembre 1889 à Vienne) est un écrivain autrichien, l'un des dramaturges les plus populaires de son temps dans la lignée de Johann Nestroy et Ferdinand Raimund.

## Biographie
Sa famille est originaire de Hofkirchen an der Trattnach. Son père Johann Anzengruber (de) quitte la ferme et s'en va à Vienne où il devient gérant de sociétés et de domaines. En 1838, il épouse Maria Herbich, la fille d'un apothicaire. L'appartenance sociale de ses parents joue un rôle récurrent dans le travail de Ludwig Anzengruber.
Anzengruber père écrit des poèmes qui s'inspirent de Friedrich von Schiller sans avoir de grand succès. Il meurt en 1844. La mère de Ludwig lui laisse sa bibliothèque dans laquelle il lit les ouvrages de Shakespeare et Schiller qui l'impressionnent. Elle vit dans la pauvreté malgré le soutien de sa famille. Ludwig est obligé d'arrêter l'école en 1855 mais trouve un emploi dans une librairie et peut continuer à lire, ce qui occasionne des disputes avec ses employeurs. À côté, il prend des cours de théâtre.
Après une fièvre typhoïde, il veut devenir acteur. Durant dix années, accompagnée de sa mère, il joue le remplaçant d'une compagnie itinérante entre l'Autriche, la Croatie et la Hongrie. Mais il ne parvient pas à percer, sans doute à cause de son fort accent. Il se consacre à lire Baruch Spinoza et Ludwig Feuerbach et se rapproche des athées.
En 1866, il revient à Vienne. Il a de petits engagements d'acteur et de chanteur. Il écrit des drames et des nouvelles qui n'ont aucun succès. Il participe à quelques journaux. En 1869, il accepte, pour se sortir de la pauvreté, un emploi de greffier dans la police. Il brûle ses premiers écrits théâtraux.
En 1870, sous le pseudonyme de Ludwig Gruber, il obtient avec le morceau Der Pfarrer von Kirchfeld interprété au Theater an der Wien le succès. Il a l'estime de Heinrich Laube et Peter Rosegger. Il abandonne la police et revient entièrement à l'écriture. Ses œuvres suivantes Der Meineidbauer et Die Kreuzelschreiber sont aussi des succès. Elle se jouent en Europe.
Contre la volonté de sa mère, il épouse Adelinde Lipka qui n'a que 16 ans. Les crises conjugales amènent le couple dans l'endettement. La mère meurt en 1875 après deux ans de mariage. Le couple divorcera en 1889.
Sa pièce Der G'wissenswurm écrite en 1874 dans un ton plus soutenu est un échec, de même que les suivantes. Il est à nouveau dans des difficultés financières en 1879. Il revient au journalisme. En 1888, il est nommé dramaturge du Volkstheater où il présente Der Fleck auf der Ehr.
Fin novembre 1889, Ludwig Anzengruber souffre de la maladie du charbon et meurt quinze jours plus tard. Son œuvre retrouve le succès l'année suivante.

## Œuvre
L'œuvre de Ludwig Anzengruber se caractérise par son réalisme. Il recréé un village qui a conservé son immédiateté naturelle et se rapproche des univers de Johann Nestroy et Ferdinand Raimund. À l'opposé de son concurrent Friedrich Kaiser (de), il introduit des éléments sentimentaux et de critique sociale en même temps.
Anzengruber se voit comme un éducateur populaire et réformateur social, libéral et anti-clérical;  il se concentre dans ses pièces sur la représentation des rapports sociaux dans un environnement contrôlable à la mesure de la dramaturgie traditionnelle, mettant au jour des problèmes sociaux et politiques de manière significative. Certains de ses textes en prose à la fin sont proches du naturalisme.
De son temps, son travail est apprécié par Theodor Fontane, Otto Brahm (de) ou Friedrich Engels. Mais après la critique d'Ödön von Horváth, il est déprécié. Le mouvement ouvrier l'apprécie encore pour sa critique, tout comme Peter Rosegger et Marie von Ebner-Eschenbach. Aujourd'hui, l'œuvre de Ludwig Anzengruber est considérée comme une alternative libérée du régionalisme d'alors.

### Drames
- Der Pfarrer von Kirchfeld., 1870
- Der Meineidbauer., 1871
- Die Kreuzelschreiber., 1872
- Elfriede., 1873
- Die Tochter des Wucherers., 1873
- Der G'wissenswurm., 1874
- Hand und Herz., 1874
- Doppelselbstmord., 1876
- Der ledige Hof., 1877
- Der Faustschlag., 1877
- Das vierte Gebot., 1877
- Jungferngift.,1878
- Die Trutzige., 1878
- Alte Wiener.'’, 1878
- Aus'm gewohnten Gleis., 1879
- Brave Leut' vom Grund., 1880
- Heimg'funden., 1885
- Stahl und Stein., 1886
- Der Fleck auf der Ehr., 1889
- Stahl und Stein., 1887
- Brave Leut vom Grund., 1892

### Romans
- Der Schandfleck. , 1877.
- Der Sternsteinhof. Eine Dorfgeschichte. 1885
- Dorf-Romane., 1884.

### Nouvelles
- Dorfgänge. Gesammelte Bauerngeschichten. Mit einer Plauderei als Vorrede. 1879
- Die Märchen des Steinklopferhanns. 1880
- Bekannte von der Straße. Genrebilder. 1881
- Feldrain und Waldweg. Sammlung. 1881
- Launiger Zuspruch und ernste Red'. Kalendergeschichten. 1882
- Kleiner Markt. 1882
- Allerhand Humore. Kleinbürgerliches, Großstädtisches und Gefabeltes. 1883
- Die Kameradin. Eine Erzählung. 1883
- Wolken und Sunn´schein. Gesammelte Dorfgeschichten. 1888
- Letzte Dorfgänge. Kalendergeschichten und Skizzen aus dem Nachlass. 1894

## Adaptation au cinéma
- 1976 : Sternsteinhof de Hans W. Geißendörfer

## Source, notes et références
- (de) Cet article est partiellement ou en totalité issu de l’article de Wikipédia en allemand intitulé « Ludwig Anzengruber » (voir la liste des auteurs).
- (de) Ernst Alker, « Anzengruber, Ludwig », dans Neue Deutsche Biographie (NDB), vol. 1, Berlin, Duncker & Humblot, 1953, p. 320–321 (original numérisé).